# Pochazoides maculata
Pochazoides maculata är en insektsart som beskrevs av Victor Antoine Signoret 1860. Pochazoides maculata ingår i släktet Pochazoides och familjen Ricaniidae. Inga underarter finns listade i Catalogue of Life.